# Joseph Laumann
Joseph Laumann (Marrákes, Marokkó, 1983. augusztus 31. –) német labdarúgócsatár.